# 1054

## Evenimente
- 20 februarie: La moartea cneazului Iaroslav I cel Înțelept de Kiev, fiul său Iziaslav I este contestat de către Vzeslav de Polotsk și Rostislav de Novgorod, membri ai familiei princiare.
- 30 aprilie: Prima tornadă cunoscută de pe teritoriul Europei se consemnază la Rosdalla, în Irlanda.
- 22 mai: Ca urmare a medierii împăratului Henric al III-lea, cehii din Silezia sunt obligați să presteze tribut Poloniei.
- 4 iulie: Explozia supernovei SN 1054, fenomen vizibil la lumina zilei timp de 23 de zile; din acel rest de supernovă avea să se formeze Nebuloasa Crabului.
- 16 iulie: Cardinalul Humbert de Silva Candida, trimisul papei Leon al IX-lea, și patriarhul Mihail Kerularios al Constantinopolului se excomunică reciproc, eveniment ce marchează Marea Schismă dintre biserica catolică și cea ortodoxă.
- 27 iulie: Bătălia de la Dunsinane (lângă Perth): contele de Northumberland, care invadase Scoția, pentru a veni în sprijinul lui Malcolm Canmore, care revendica tronul tatălui său Duncan, îl înfrânge pe regele Macbeth.
- 25 august: Deschiderea conciliului de la Narbonne, care decretează că "cel ce varsă sânge de creștin, varsă sângele lui Hristos" și proclamă pacea lui Dumnezeu, interzicând războaiele în interiorul lumii creștine.
- 15 septembrie: Bătălia de la Atapuerca: regele Garcia al IV-lea al Navarrei este ucis de către castilieni, al căror rege, Ferdinand I, îl numește pe fiul său Sancho al IV-lea ca nou rege în regatul navarrez.

### Nedatate
- februarie: Bătălia de la Mortemer: Conduși de ducele Guillaume I, normanzii distrug armata franceză care devastase regiunea; regele Henric I al Franței este constrâns să se retragă din Normandia.
- Almoravizii cuceresc Awadghost (astăzi, în Mauritania), înfrângând statul Ghana și obținând controlul asupra marii rute a comerțului cu aur din Africa.
- Cronicile rusești consemnază pe pecenegi și cumani în stepele din nordul Mării Negre.
- Foamete în Egipt.
- Schisma dintre Răsărit și Apus. Numită și Marea Schismă. Eveniment care a separat Biserica Romană de cea Bizantină.
- Sultanul selgiucid Toghrul-Beg primește omagiul de supunere din partea conducătorilor din Azerbaidjan, Tabriz și Gandja.

## Înscăunări
- 20 februarie: Iziaslav I, cneaz de Kiev
- 17 iulie: Henric al IV-lea, consacrat ca rege roman la Aachen
- Ly Than Ton, în statul Dai Viet (astăzi, Vietnam) (1054-1072)

## Nașteri
- Al-Hariri, scriitor arab (d. 1122)
- Bernold de Konstanz, scriitor german (d. 1100)

## Decese
- 20 februarie: Iaroslav I "cel Înțelept", cneaz de Kiev (n. 978)
- 19 aprilie: Papa Leon al IX-lea (n. 1002)
- 15 septembrie: Garcia al IV-lea, rege al Navarrei (n. 1016)
- 24 septembrie: Hermann, călugăr, astronom și istoric german (n. 1013)
- Atisa, călugăr tibetan (n. 982)